# Народный хор имени Г. И. Цитовича
Национальный академический народный хор Республики Беларусь имени Г. И. Цитовича (бел. Нацыянальны акадэмічны народны хор Рэспублікі Беларусь імя Г.І. Цітовіча) — белорусский музыкальный коллектив, образованный в 1952 году.

## История хора
Хор был создан в 1952 году на основе небольшого песенного хора в деревне Большое Подлесье (Брестская область). Первым руководителем и вдохновителем коллектива стал Геннадий Иванович Цитович — хоровой дирижёр, фольклорист, этнограф, народный артист СССР, лауреат государственной премии БССР.
Уже на ранних этапах становления Народного хора критиками, зрителями и слушателями отмечалось высокое исполнительское мастерство, новизна и самобытность его репертуара. В начале 1955 года газета «Правда» написала отзыв на одно из выступлений коллектива: «…Сколько народной мудрости вложено в исполнение простых, доступных песен белорусского народа! Слушаешь прекрасные протяжные, лирические, шуточные песни в исполнении женского хора и невольно забываешь. Что поют в концерте. Кажется, поют девушки где-то в поле, ярко представляешь себе цветущую Беларусь, красоту её природы, духовное богатство её народа…»
В 1975-2020 годах коллектив возглавлял художественный руководитель и главный дирижёр Михаил Павлович Дриневский, Народный артист Беларуси, лауреат Государственной премии Республики Беларусь «За духоўнае адраджэнне», почётный академик международной кадровой академии, профессор, талантливый музыкант, знаток музыкального фольклора. Михаил Павлович продолжал развитие традиций хора, начало которых положил Геннадий Иванович Цитович.
За успехи в области хорового искусства, продвижения белорусской национальной культуры, высокий уровень исполнительского мастерства:
- в 1983 году коллективу было присвоено звание «академический»;
- в 1987 году хору присвоено имя Г. И. Цитовича;
- в 2002 году коллективу присвоен статус «Национальный».
- в 2004 году постановлением Совета Министров Республики Беларусь от 10 сентября 2004 г. Национальный Академический народный хор Республики Беларусь имени Г. И. Цитовича назван государственным учреждением культуры, имеющим особое значение для сохранения, развития, распространения и популяризации белорусской национальной культуры

Художественные направления
На протяжении более 50 лет художественные поиски хора развиваются по трем главным направлениям. Первое — раскрытие народной песни в её натуральном виде, во всей её первозданной чистоте и красоте. Музыкальные композиции «Вол бушует», «Да пшениченька яра», «Забелели снежки» стали визитной карточкой репертуара коллектива. Близки к этнографическим первоисточникам также старинные свадебные и лирические песни, переложенные Г. Цитовичем, К. Поплавским, М. Дриневским, Н. Сиротой для сценического исполнения в хоре. Это колоритные жатвенные песни в вокально-хореографической композиции «Праздник урожая», звонкая сюита весенних напевов.
Второе направление творчества хора — раскрытие его собственного хорового профессионального мастерства в пении а капелла (с выходом на сцену дирижёра) хоровых аранжировок народных и современных авторских песен, таких как «Сидят в обнимку ветераны» А. Пахмутовой, «Ой, ты грушка моя» М. Дриневского.
Третьим направлением всегда являлся показ на сцене народного искусства в синтетическом единстве пения, инструментальной музыки и танца. Здесь все три группы, которые входят в творческий состав Народного хора (хоровая, танцевальная и оркестровая), выступают одновременно, создавая красочные игровые действия, песни-хороводы, сцены-пляски, небольшие жанровые картинки или же развернутые вокально-хореографические композиции («Край ты мой цветущий»).

## Гастроли и фестивали
На счету хора несколько тысяч выступлений, которые проходили во всех регионах Республики Беларуси и за рубежом. На мировой гастрольной карте коллектива такие страны, как Чехия, Словакия, Югославия, Германия, Финляндия, Корея, Турция, Польша, Болгария, Венгрия, Румыния, Франция, Канада, Китай, Монако.
- 2002 год — 74 концерта;
- 2003 год — 71 концерт;
- 2004 год — 72 концерта;
- 2005 год — 72 концерта;
- 2006 год — 62 концерта;
- 2007 год — 76 концертов.

Коллектив Национального академического народного хора Республики Беларуси имени Г. И. Цитовича принимал участие в многочисленных международных конкурсах и фестивалях, на которых завоевывались награды, дипломы и любовь тысяч зрителей.
- 1955 год — Пятый Международный фестиваль молодежи и студентов, г. Москва — завоевание золотой медали женской группой хора;
- 1968 год — Девятый Международный фестиваль студентов, Болгария — завоевание большой золотой медали женским вокальным квартетом «Купалинка»;
- 1967—1970 гг. — всесоюзные смотры-конкурсы — дипломы I-й степени;
- 1980 год — Почётная грамота Олимпиады-80;
- 1989 год — Международный фестиваль «Апрельская весна», Корея — главный приз фестиваля «Серебряный кубок»;
- 2002 год — Международный фестиваль духовной музыки «Магутны Божа», г. Могилев — завоевание Гран-при;
- 2003 год — Международный фестиваль «Гайновские дни музыки церковной», Польша, г. Гайновка, г. Белосток — завоевание Гран-при;
- 2003 год — Десятый Региональный фестиваль песни и музыки Поднепровья России, Беларуси и Украины «Днепровские голоса в Дубровне», г. Дубровно (Витебская область) — почётная грамота;
- 2003 год — участие в праздничных и культурных мероприятиях, посвященных 60-летию со дня основания Национального Украинского народного хора имени Г. Веревки, Украина, г.Киев — благодарность;
- 2004 год — Международный фестиваль «Гайновские дни музыки церковной», Польша, г. Гайновка — благодарность за участие в концерте инаугурации;
- 2005 год — 12-й Международный фестиваль песни и музыки Поднепровья России, Беларуси и Украины «Днепровские голоса в Дубровне», г. Дубровно (Витебская область) — Диплом;
- 2007 год — «Девятый фестиваль Русской духовной музыки», Литва, г. Вильнюс, г. Висагинас — диплом;
- 2008 год — фестиваль «Брестские музыкальные вечера», г. Брест;
- 2008 год — фестиваль духовных песнопений «Каложский благовест», г. Гродно — Гран-при.